# Свети Никола (Хотово)
Вижте пояснителната страница за други значения на Свети Никола.
„Свети Никола“ или „Свети Николай“ е възрожденска църква в светиврачкото село Хотово, България, част от Неврокопската епархия на Българската православна църква.

## Архитектура
Църквата е гробищен храм и е построена в I половина на XIX век в североизточната част на селото. Представлява нисък еднокорабен каменен храм с малка апсида, частично вкопан в земята. В интериора стените са изписани с 18 сцени. Таваните са апликирани. Голяма част от иконите са рисувани от представителя на Мелнишката школа зограф Яков Николай. Дело на Яков Николай е и украсата на резбования иконостас и владишкия трон.
Църквата „Свети Никола“ е обявена за паметник на културата.